# FOXP3
FOXP3 (англ. Forkhead box P3), також відомий як скурфін — білок, який кодується геном FOXP3, розташованим у людей на короткому плечі X-хромосоми. Довжина поліпептидного ланцюга білка становить 431 амінокислот, а молекулярна маса — 47 244. Бере участь у імунній відповіді. Член родини білків FOX, FOXP3, схоже, функціонує як головний регулятор (фактор транскрипції) в розвитку і функціонуванні регуляторних Т-клітин. Регуляторні Т-клітини, як правило, знижують інтенсивність імунної відповіді. При раку, надлишкова регуляторна активність Т-клітин може стати на заваді імунній системі у руйнуванні ракових клітин. У автоімунних захворювань, дефіцит регуляторної активності Т-клітин може дозволити іншим автоімунним клітинам атакувати тканини організму.
Допоки точні механізми контролю ще не винайдено, FOX-білки відносять до forkhead/winged-helix родини транскрипційних регуляторів, що, як передбачається, здійснюють контроль через зв'язуючі взаємодії під час транскрипції подібних ДНК. У регуляторних Т-клітинах модельних систем фактор транскрипції FOXP3 займає промотори генів, що беруть участь в регулюванні функції Т-клітин, і може пригнічувати транскрипцію ключових генів після стимуляції Т-клітинних рецепторів. 
| 10         |  | 20         |  | 30         |  | 40         |  | 50         |
| ---------- |  | ---------- |  | ---------- |  | ---------- |  | ---------- |
| MPNPRPGKPS |  | APSLALGPSP |  | GASPSWRAAP |  | KASDLLGARG |  | PGGTFQGRDL |
| RGGAHASSSS |  | LNPMPPSQLQ |  | LPTLPLVMVA |  | PSGARLGPLP |  | HLQALLQDRP |
| HFMHQLSTVD |  | AHARTPVLQV |  | HPLESPAMIS |  | LTPPTTATGV |  | FSLKARPGLP |
| PGINVASLEW |  | VSREPALLCT |  | FPNPSAPRKD |  | STLSAVPQSS |  | YPLLANGVCK |
| WPGCEKVFEE |  | PEDFLKHCQA |  | DHLLDEKGRA |  | QCLLQREMVQ |  | SLEQQLVLEK |
| EKLSAMQAHL |  | AGKMALTKAS |  | SVASSDKGSC |  | CIVAAGSQGP |  | VVPAWSGPRE |
| APDSLFAVRR |  | HLWGSHGNST |  | FPEFLHNMDY |  | FKFHNMRPPF |  | TYATLIRWAI |
| LEAPEKQRTL |  | NEIYHWFTRM |  | FAFFRNHPAT |  | WKNAIRHNLS |  | LHKCFVRVES |
| EKGAVWTVDE |  | LEFRKKRSQR |  | PSRCSNPTPG |  | P          |  |            |

A: Аланін

C: Цистеїн

D: Аспарагінова кислота

E: Глутамінова кислота

F: Фенілаланін

G: Гліцин

H: Гістидин

I: Ізолейцин

K: Лізин

L: Лейцин

M: Метіонін

N: Аспарагін

P: Пролін

Q: Глутамін

R: Аргінін

S: Серин

T: Треонін

V: Валін

W: Триптофан

Цей білок за функціями належить до репресорів, активаторів, фосфопротеїнів.
Задіяний у таких біологічних процесах, як транскрипція, регуляція транскрипції, ацетилювання, альтернативний сплайсинг.
Білок має сайт для зв'язування з іонами металів, іоном цинку, ДНК.
Локалізований у цитоплазмі, ядрі.

## Структура
Людські FOXP3 гени містять 11 кодуючих екзонів. Екзон-інтронні межі ідентичні по кодуючих регіонах мишачих і людських генів. У результаті аналізу геномної послідовності, ген FOXP3 приєднується до р-плеча Х-хромосоми (зокрема, Xp11.23).

## Фізіологія
Відкриття Foxp3 як специфічного маркера природних Т-регуляторних клітин (nTregs родини Т-клітин) і адаптивних / індукованих Т-регуляторних клітин (A / iTregs) дав молекулярний якір до популяції регуляторних Т-клітин (Tregs), що раніше визначалися неспецифічними маркерами, такими як CD25 або CD45RB.
У дослідженнях на тваринах, Tregs, які експресують Foxp3 важливі в передачі імунної толерантності, особливо аутотолерантності. Індукція або введення Foxp3 позитивних Т-клітин в дослідженнях на тварин призвела до помітного скорочення у тяжкості (автоімунного) захворювання в моделях діабету,розсіяного склерозу, астми, запального захворювання кишечника, тиреоїдиту і ниркових захворювань. Випробування на людях продемонстрували слабші результати.
На жаль, останні дослідження Т-клітинної біології показали, що Т-клітинна природа більш пластична, ніж спочатку передбачалося. Таким чином, регуляторна Т-клітинна терапія може бути ризикована, тому що регуляторні Т-клітини, що передаються пацієнту можуть змінитись і стати прозапальними Т-клітинами. Т-helper 17 (Th17) клітини є прозапальними і виробляються в аналогічних умовах, як і а/iTregs. Th17 клітини виробляються під впливом TGF-β і IL-6 (або IL- 21), в той час як а/iTregs виробляються під впливом виключно TGF-β, таким чином, різниця між прозапальними і про-регуляторними сценаріями є наявність одного інтерлейкіну. В імунологічних лабораторіях обговорюється яку з IL-6 або IL-21 слід обрати як визначальну сигнальну молекулу. Дослідження на мишах вказують на IL-6, тоді як досліди на людях вказують на IL-21.

## Патофізіологія
У хворобах людини, зміни в чисельності регуляторних Т-клітин — і, зокрема, тих, які відповідають за експресію Foxp3 — зустрічаються в ряді хворобливих станів. Наприклад, пацієнти з пухлинами мають локальний відносний надлишок Foxp3 позитивних Т-клітин, який інгібує здатність організму пригнічувати утворення ракових клітин. З іншого боку, пацієнти з автоімунними захворюваннями, такими як системний червоний вовчак (Хвороба Лібмана-Сакса) мають пов'язану дисфункцію Foxp3 позитивних клітин. Ген Foxp3 також мутував у зчепленим зі статтю успадкуванням синдромом IPEX (Immunodysregulation, Polyendocrinopathy, та Enteropathy, X-linked). Ці мутації були в forkhead області FOXP3, вказуючи, що мутації можуть порушити критичні взаємодії ДНК.
У мишей, Foxp3 мутації (мутації рамки зчитування, що призводять до нестачі forkhead області у білка) несуть відповідальність за «покритий нальотом», зчепленим зі статтю успадкуванням рецесивного мутанту миші, що призводить до летальності в гемізіготних чоловіків від 16 до 25 днів після народження. Ці миші мають перепроліферацію CD4+ Т-лімфоцитів, обширне багатоорганне проникнення, і збільшення кількості цитокінів. Цей фенотип схожий на ті, які позбавлені експресії CTLA-4, TGF-β, захворювання людини IPEX або видалення гена у мишей Foxp3 («покритий лупою мишей»). Патологія спостерігається в покритих нальотом мишей, здається, в результаті нездатності правильно регулювати діяльність CD4+ Т-клітин. У мишей з гіперекспресією гена FOXP3, спостерігається менше Т-клітин . Решта Т-клітини мають погану проліферативну і цитолітичну відповіді і погане виробництво інтерлейкіну-2, хоча розвиток тимуса відбувається нормально. Гістологічний аналіз показує, що у периферійних лімфоїдних органах, особливо у лімфатичних вузлів, відсутня належна кількість клітин.

## Роль в онкологічних захворюваннях
На додаток до ролі FOXP3 в регулюючій диференціації Т-клітин, декілька робіт довели, що FoxP3 відіграє важливу роль у розвитку раку.
Понижувальну регуляцію експресії Foxp3 було помічено в зразках, отриманих з пухлин молочної залози, передміхурової залози, і хворих раком яєчників, що свідчить що FoxP3 є потенційним геном-супресором пухлин. Експресія FoxP3 була також виявлена у зразках, отриманих з пухлин додаткових типів раку, в тому числі підшлункової залози, меланоми, печінки, сечового міхура, щитоподібної залози, раку шийки матки. Тим не менше, в цих доповідях, відповідні нормальні тканини не були проаналізовані, тому залишається неясним, чи є це FoxP3 про- чи анти-пухлиноутворююча молекула в цих пухлинах.
Дві роботи рішуче показують, що FoxP3 служить, як пригнічувальний пухлину фактор транскрипції в розвитку раку. По-перше, FoxP3 пригнічує експресію HER2, SKP2, SATB1 і MYC онкогенів і індукує експресію генів-супресорів пухлинного P21 і LATS2 в грудях і раку передміхурової залози. По-друге, надлишкова експресія FoxP3 в меланомі, гліоми, молочної залози, передміхурової залози і раку яєчників клітинних ліній викликає глибоке інгібіторне зростання ефектів в пробірці і в природних умовах. Тим не менш, ця гіпотеза потребує подальшого розгляду в майбутніх дослідженнях.